# Ferula
|  | No s'ha de confondre amb fèrula. |

Ferula (del llatí ferula, "barra") és un gènere de la família de les apiàcies que conté unes 170 espècies. És originari de la regió mediterrània i de l'est al centre d'Àsia. Principalment, creix en climes amb una certa aridesa. Als Països Catalans són autòctones tres espècies: Ferula loscosii, Ferula communis i Ferula tingitana. Són plantes herbàcies i perennes que fan d'1 a 4 m d'alçada, amb les tiges buides i una mica suculentes. Les fulles són tripinnades. Les flors, grogues, es presenten dins de grans umbel·les. De les tres espècies presents als Països Catalans, la més àmpliament distribuïda és Ferula communis, anomenada popularment canyaferla. En la mitologia, Prometeu va robar el foc transportant-lo amb una tija de Ferula.

## Algunes espècies
- Ferula assafoetida - asafètida
- Ferula caspica
- Ferula communis
- Ferula conocaula
- Ferula diversivittata
- Ferula foetida
- Ferula gummosa
- Ferula hermonis
- Ferula karelinii
- Ferula linkii
- Ferula loscosii
- Ferula longifolia
- Ferula marmarica
- Ferula moschata
- Ferula narthex
- Ferula orientalis
- Ferula persica
- Ferula schair
- Ferula szowitziana
- Ferula tingitana

## Usos
La resina de moltes espècies de Ferula s'ha fet servir en medicina i culiniàriament:
Ferula assafoetida es fa servir com l'espècia dita asafètida o hing
Ferula gummosa fa el galbanum
Ferula hermonis fa el zallouh, un afrodisíac
Ferula persica produeix el sagapenum
Ferula moschata fa el sumbul
Ferula tingitana fa l'ammoniacum africà
El silphium s'havia usat per fer laserpicium
L'espècia romana laser o laserpicium probablement provenia d'espècies del gènere Ferula, una de les quals potser era Ferula tingitana. En temps dels romans i més tard, les tiges de Ferula es feien servir per castigar els alumnes i en altres usos.
Ferula foetida té propietats com a antioxidant i antihemolític.